# Landgericht Ansbach (bayerische Verwaltungseinheit)
Das Landgericht Ansbach war ein von 1808 bis 1879 bestehendes bayerisches Landgericht älterer Ordnung mit Sitz in Ansbach.

## Lage
Das Landgericht Ansbach grenzte im Osten an das Landgericht Heilsbronn, im Norden an das Landgericht Markt Erlbach, im Nordwesten an das Landgericht Windsheim, im Westen an das Landgericht Leutershausen und im Süden an das Landgericht Herrieden.

## Geschichte
Alexander von Brandenburg-Ansbach aus dem Haus der Hohenzollern war der letzte Markgraf der beiden fränkischen Markgraftümer Brandenburg-Ansbach und Brandenburg-Bayreuth.  Das seit 1791 preußische Ansbach kam 1806 an Bayern.
1808 wurde im Verlauf der Verwaltungsneugliederung Bayerns das Landgericht Ansbach errichtet. Dieses wurde dem Rezatkreis zugeschlagen. Im Rahmen des Gemeindeedikts wurde im Jahr 1808 das Landgericht in 26 Steuerdistrikte untergliedert. 1811 entstanden Ruralgemeinden, die deckungsgleich mit den Steuerdistrikten waren. 1818 wurde das Steuerdistrikt Katterbach aufgelöst.
Am 4. Januar 1821 wurde Rothenhof vom Landgericht Markt Erlbach nach Ansbach zugewiesen, was aber nach einem Einspruch der Bewohner bereits am 15. April 1822 rückgängig gemacht werden musste. Am 1. Oktober 1821 kamen folgende Steuerdistrikte und Ruralgemeinden ans Landgericht Windsheim: Buch, Ickelheim, Oberaltenbernheim und Unteraltenbernheim.
1840 hatte das Landgericht Ansbach eine Fläche von 51⁄2 Quadratmeilen (≈308 km²) und 13778 Einwohner, wovon 13151 Protestanten, 549 Katholiken und 78 Juden waren. Es gab 184 Ortschaften (1 Markt, 15 Pfarrdörfer, 7 Kirchdörfer, 43 Dörfer, 57 Weiler und 61 Einöden) und 31 Gemeinden, (1 Marktsgemeinde und 30 Landgemeinden).
Am 20. September 1860 löste sich aus der Landgemeinde Brodswinden Bernhardswinden mit Deßmannsdorf, Louismühle und Meinhardswinden.
Ab 1862 wurde die Verwaltung von dem neu geschaffenen Bezirksamt Ansbach übernommen, während die Gerichtsbarkeit bei dem Landgericht blieb.
1879 wurde nach dem reichseinheitlichen Gerichtsverfassungsgesetz von 1877 das damalige Landgericht älterer Ordnung in das Amtsgericht Ansbach umgewandelt, aus dem seit 1857 bestehenden Bezirksgericht Ansbach wurde das neue Landgericht Ansbach.

## Struktur

### Steuerdistrikte
Mit dem Gemeindeedikt (1808) gab es 26 Steuerdistrikte:
- Brodswinden mit Bernhardswinden, Brodswindener Mühle, Deßmannsdorf, Gösseldorf, Hammerschmiede, Höfstetten, Höfstetter Mühle, Louismühle, Meinhardswinden, Oberrammersdorf, Ratzenwinden, Silbermühle, Wallersdorf, Obere und Untere Walkmühle und Wolfartswinden;
- Bruckberg mit Bruckberger Mühle, Forst, Kleinhabersdorf, Mittelmühle, Obermühle, Petersdorf, Reckersdorf, Reckersdorfer Mühle und Schleifmühle;
- Brünst mit Ballstadt, Birkenfels, Gödersklingen, Kühndorf, Röshof, Schmalach, Walkmühle und Wüstendorf;
- Buch mit Bucher Mühle, Dagenbach, Daubersbach, Einersdorf, Fladengreuth, Fröschendorf, Fröschendorfer Mühle, Kräft, Merzbach, Schußbach, Steinbach, Steinbacher Mühle und Stöckach links der Zenn;
- Elpersdorf mit Aub, Dombach im Loch, Höfen, Höllmühle, Käferbach, Kurzendorf, Liegenbach, Mittelbach, Oberdautenwinden, Oberdombach, Unterdautenwinden, Windmühle und Wüstenbruck;
- Eyb mit Alberndorf, Aumühle, Büchenmühle, Hirschbronn, Kaltengreuth, Pfaffengreuth, Schockenmühle, Steinbach, Untereichenbach, Untereichenbacher Mühle und Weidenmühle;
- Flachslanden mit Borsbach, Hummelhof, Kellern, Kettenhöfstetten, Rangenmühle, Rohrmühle, Rosenbach, Ruppersdorf;
- Gräfenbuch mit Ober- und Unterheßbach und Zailach;
- Großhaslach mit Gleizendorf, Neumühle, Obere Mühle, Steinbach, Straßenmühle und Untermühle;
- Hennenbach mit Egloffswinden, Galgenmühle, Grüb, Kammerforst, Strüth und Weinberg;
- Ickelheim mit Linkenmühle und Wasenmühle;
- Katterbach mit Fischhaus, Gebersdorf, Neukirchen, Obereichenbach und Wengenstadt und Wippendorf;
- Kleinhaslach mit Haunoldshofen, Rüdern, Warzfelden und Warzfeldermühle;
- Lehrberg mit Buhlsbach, Buhlsmühle, Dauersmühle, Fritzmühle, Kohlmühle, Pulvermühle, Seemühle und Ziegelhütte;
- Neunkirchen mit Hinterholz, Hohenmühle, (Hürbel am Rangen,)[5] Lengenfeld, Straßenwirtshaus und Tiefenthal;
- Neuses mit Hürbel am Rangen, Schmalenbach, Schmalenbacher Mühle, Wasserzell und Wasserzeller Mühle[6]
- Oberaltenbernheim mit Breitenau, Hechelbach, Limbach, Rappenau, Schafhof und Veitsmühle;
- Rügland mit Ebenhof, Lindach, Obermühle, Pilsmühle und Rosenberg;
- Schalkhausen mit Dornberg, Geisengrund, Neudorf, Neudorfermühle, (Neuses, Schmalenbach, Schmalenbacher Mühle,)[5] Scheermühle, Steinersdorf und Walkmühle, (Wasserzell und Wasserzeller Mühle);[5]
- Sondernohe mit Binsmühle, Brachbach, Esbach, Hörhof, Schafhof, Unteraltenbernheim und Wimmelbach;
- Unteraltenbernheim mit Binsmühle, Hechelbach, Hörhof, Limbach, Schafhof und Wimmelbach;
- Unternbibert mit Äußeren Mühle, Frickendorf, Götteldorf, Methlach, Stockheim und Untere Mühle;
- Vestenberg mit Adelmannssitz, Fessenmühle, Frankendorf, Frohnhof, Külbingen, Schafhof, Thurndorf und Wustendorf;
- Virnsberg mit Berglein, Boxau, Dörflein, Hainklingen, Kemmathen, Lockenmühle, Neustetten, Obernbibert, Schmalnbühl und Wippenau;
- Weihenzell mit Adelmannsdorf, Beutellohe, Gebersdorf, Grüb, Höfen, Neumühle, Papiermühle, Steinmühle, Thierbach, Wippendorf und Zellrüglingen;
- Wernsbach mit Alexandermühle, Haasgang, Moratneustetten, Neubronn, Schmalnbachshof und Schönbronn.

### Ruralgemeinden
Mit dem Zweiten Gemeindeedikt (1818) erhielten die Ruralgemeinden mehr Befugnisse. Zugleich wurden einige bis dahin bestehende Ruralgemeinden aufgespalten bzw. einzelne Orte wechselten die Ruralgemeinden. Auch in der Folgezeit kam es zu zahlreichen Umgemeindungen und Neubildungen von Ruralgemeinden, so dass es schließlich folgende 31 Ruralgemeinden gab:
- Alberndorf mit Büchenmühle, Hirschbronn, Neukirchen und Steinbach;
- Brodswinden mit Bernhardswinden, Brodswindener Mühle, Deßmannsdorf, Gösseldorf, Hammerschmiede, Höfstetten, Höfstetter Mühle, Louismühle, Meinhardswinden, Silbermühle, Wallersdorf und Wolfartswinden;
- Bruckberg mit Bruckberger Mühle, Mittelmühle, Obermühle, Reckersdorf, Reckersdorfer Mühle, Schleifmühle und Wustendorf;
- Brünst mit Ballstadt, Birkenfels, Gödersklingen, Kühndorf, Röshof, Schmalach, Walkmühle und Wüstendorf;
- Elpersdorf mit Aub, Dombach im Loch, Höfen, Höllmühle, Käferbach, Kurzendorf, Liegenbach, Mittelbach, Oberdautenwinden, Oberdombach, Unterdautenwinden, Windmühle und Wüstenbruck;
- Eyb mit Aumühle, Kaltengreuth, Schockenmühle, Untereichenbach, Untereichenbacher Mühle und Weidenmühle;
- Flachslanden mit  Hummelhof, Kellern, Rohrmühle, Rosenbach und Wippenau;
- Forst mit Frankendorf, Petersdorf und Fessenmühle;
- Götteldorf mit Methlach;
- Gräfenbuch;
- Großhaslach mit Gleizendorf, Neumühle, Obere Mühle, Steinbach, Straßenmühle und Untermühle;
- Grüb mit Gebersdorf und Wippendorf;
- Haasgang mit Adelmannsdorf, Höfen, Moratneustetten und Neubronn;
- Hennenbach mit Egloffswinden, Fischhaus, Galgenmühle, Kammerforst, Katterbach, Obereichenbach, Pfaffengreuth, Weinberg und Wengenstadt;
- Heßbach mit Ober- und Unterheßbach;
- Kettenhöfstetten mit Borsbach, Rangenmühle und Ruppersdorf;
- Kleinhaslach mit Haunoldshofen, Kleinhabersdorf, Rüdern, Warzfelden und Warzfeldermühle;
- Lehrberg mit Buhlsbach, Buhlsmühle, Dauersmühle, Fritzmühle, Kohlmühle, Pulvermühle, Seemühle und Ziegelhütte;
- Neunkirchen mit Hinterholz, Hohenmühle, Lengenfeld, Straßenwirtshaus und Tiefenthal;
- Neuses mit Strüth, Wasserzell und Wasserzeller Mühle;
- Neustetten mit Berglein, Dörflein, Hainklingen, Lockenmühle und Schmalnbühl;
- Ratzenwinden mit Oberrammersdorf, Obere und Untere Walkmühle;
- Rügland mit Ebenhof, Lindach, Obermühle, Pilsmühle und Rosenberg;
- Schalkhausen mit Dornberg, Geisengrund, Neudorf, Neudorfermühle,  Scheermühle, Steinersdorf und Walkmühle;
- Sondernohe;
- Unternbibert mit Äußeren Mühle, Daubersbach, Fladengreuth, Frickendorf, Kräft, Obernbibert, Stockheim und Untere Mühle;
- Vestenberg mit Adelmannssitz, Frohnhof, Külbingen, Schafhof und Thurndorf;
- Virnsberg mit  Boxau und Kemmathen;
- Weihenzell mit  Beutellohe, Neumühle, Papiermühle, Steinmühle, Thierbach und Zellrüglingen;
- Wernsbach mit Alexandermühle, Schmalnbachshof und Schönbronn;
- Zailach mit Hürbel am Rangen, Schmalenbach und Schmalenbacher Mühle.